# Carmen Crespo
María del Carmen Crespo Díaz (Adra, Almería, 8 de diciembre de 1966) es una política española del Partido Popular, actual Eurodiputada. 
Se desempeñó como consejera de Agricultura, Agua y Desarrollo rural de la Junta de Andalucía desde 2022 hasta 2024, tras su renuncia al ingresar en las listas para el Parlamento Europeo. 
La Ley establece que es incompatible figurar en la lista y ser miembro de un Consejo de Gobierno autonómico por lo que tuvo que presentar su dimisión.
Durante la XI legislatura desempeñó el cargo de consejera de Agricultura, Ganadería, Pesca y Desarrollo Sostenible de la Junta de Andalucía. Fue la delegada del Gobierno en Andalucía entre 2011 y 2015, siendo, desde 2016, la portavoz del grupo parlamentario popular en el Parlamento de Andalucía.

## Biografía
Nacida en Adra (Almería) el 8 de diciembre de 1966, es diplomada en Biblioteconomía y Documentación. 
Ingresó en el Partido Popular en 1990. Entre otros cargos, ha sido vicepresidenta de la Diputación de Almería hasta abril del 2000. Fue vicepresidenta de la Diputación Provincial dirigiendo el Área de Bienestar Social, Cultura y Deportes desde 1995 hasta el 2000.
Desde 1998 hasta 2011 fue diputada autonómica en el Parlamento de Andalucía y desde 2003, alcaldesa de Adra.
Crespo, diputada en el Parlamento de Andalucía desde el año 2000, sustituye en el cargo a Luis García Garrido, cuyo puesto se encontraba vacante desde que fue elegido senador.
Carmen Crespo ejerció de portavoz del PP en la Comisión de Gobernación y Justicia del Parlamento andaluz y fue vocal en las comisiones de Salud y de Asuntos Europeos, además de haber participado en el grupo de trabajo sobre la nueva ley autonómica del régimen local.
En 2019 se convierte consejera de Agricultura, Ganadería, Pesca y Desarrollo Sostenible de la Junta de Andalucía. En 2022 se convierte en consejera de Agricultura, Agua y Desarrollo rural.
En mayo de 2024 es nombrada candidata dentro de las listas deL Partido Popular a las Elecciones al Parlamento Europeo de 2024 en España, estando en el segundo puesto de la misma, debido a este nombramiento dimite al frente de la Consejería de Agricultura, Agua y Desarrollo Rural.

## Cargos desempeñados
- Diputada del Parlamento de Andalucía por Almería (1998-2011).
- Alcaldesa de Adra (2003-2011).
- Delegada del Gobierno en Andalucía (2011-2015).
- Diputada del Parlamento de Andalucía por Almería (desde 2015).
- Consejera de Agricultura, Ganadería, Pesca y Desarrollo Sostenible de la Junta de Andalucía (2019-2022)
- Consejera de Agricultura, Pesca, Agua y Desarrollo Rural de la Junta de Andalucía (2022-2024)